# Zwemmende rendieren

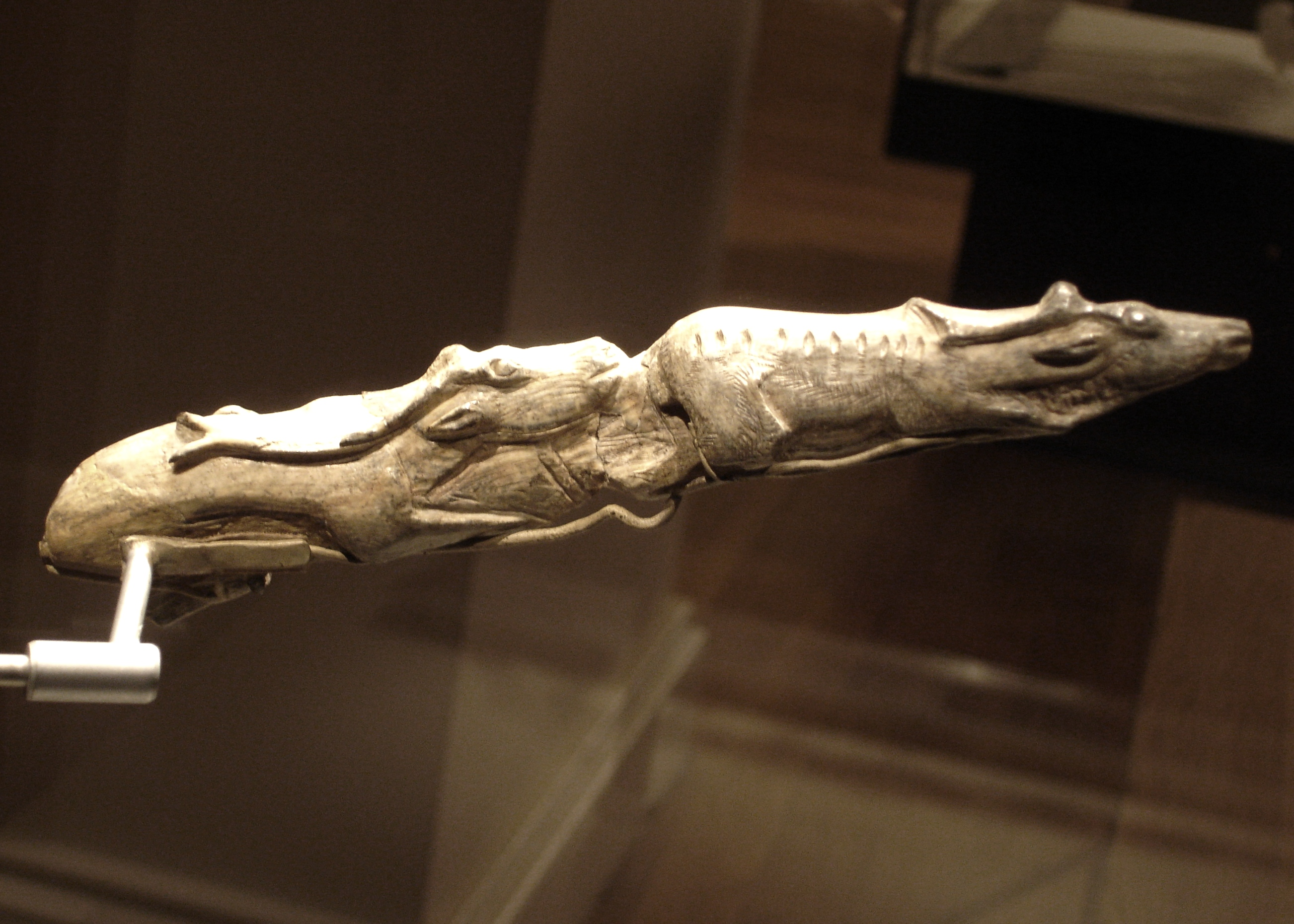
Het beeldje van Zwemmende rendieren

Zwemmende rendieren is de naam die gegeven is aan een 13.000 jaar oud beeldhouwwerk uit het Magdalénien, dat bewaard wordt in het British Museum. Het beeld werd door een onbekende kunstenaar gemaakt uit de punt van een slagtand van een mammoet in wat tegenwoordig Frankrijk is. 
Pas in de 20e eeuw realiseerde Abbé Henri Breuil zich dat de twee delen samen pasten om een kunstwerk te vormen van twee rendieren die kop-staart achter elkaar zwemmen. Het achterste dier is een mannetje, het voorste een vrouwtje.
De delen werden in 1866 gevonden door de Franse ingenieur Peccadeau de l'Isle in de Abri Montastruc, een 30 m hoge heuvel, onder een 14 meter lange overhangende rots, langs de rivier Aveyron. De l'Isle kwam pas na zeven meter graven tot het niveau waar de artefacten werden gevonden. Hij verkocht ze in 1887 voor 500 pond aan het Brits Museum. In 1904 zag Abbé Breuil de beeldjes in het Museum en herkende dat ze samen een geheel vormden.
De delen waren een tastbaar bewijs voor het tegelijk bestaan (coëxistentie) van mensen, mammoeten en rendieren in de IJstijd, samen met een 'speerwerper': de mammoetspeerwerper, een mammoet gebeeldhouwd uit een deel van een rendiergewei. Er werd ook een beeldje van een hyena gevonden in Abri de la Madeleine, tevens in Frankrijk.

## Afbeeldingen

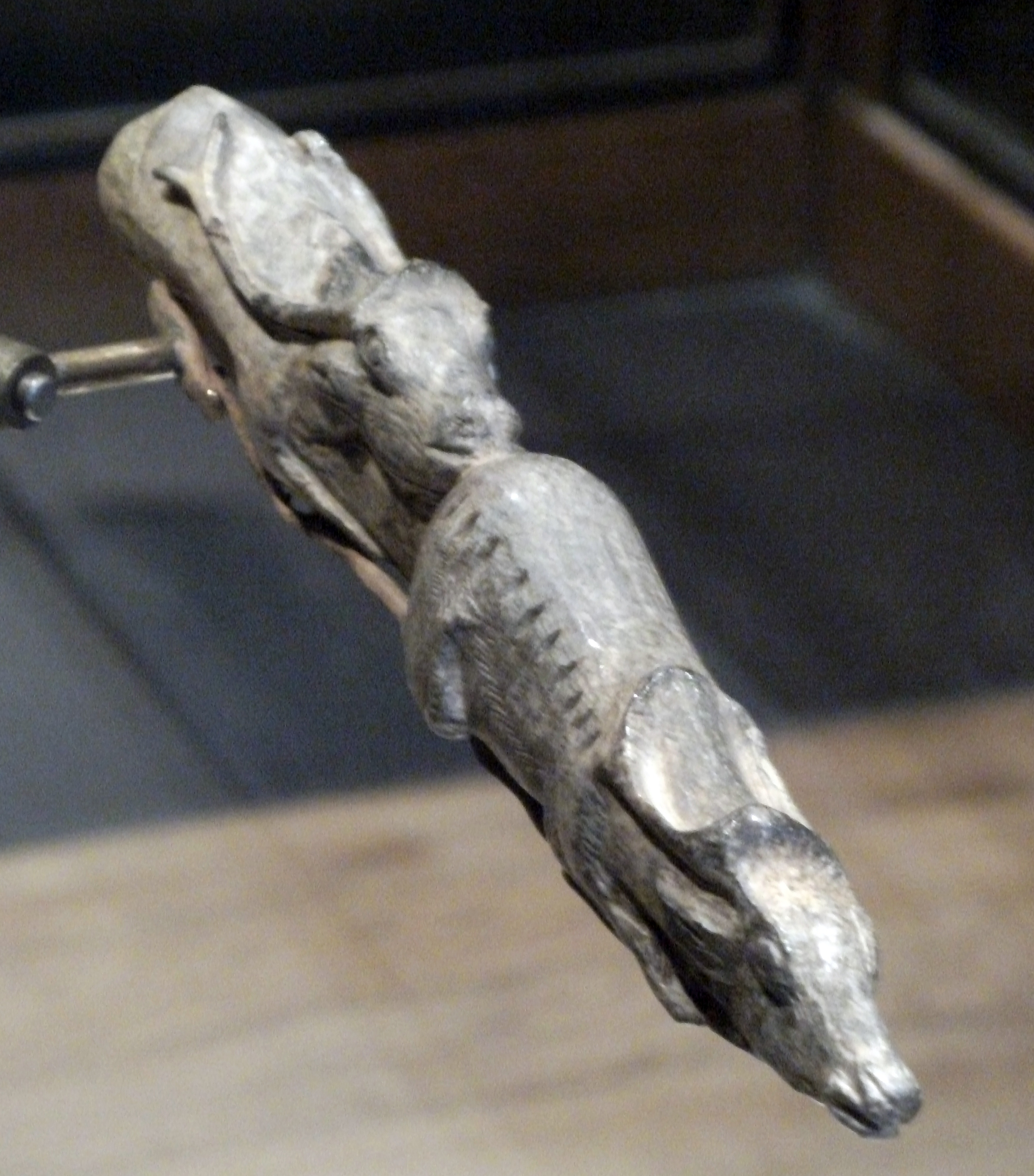
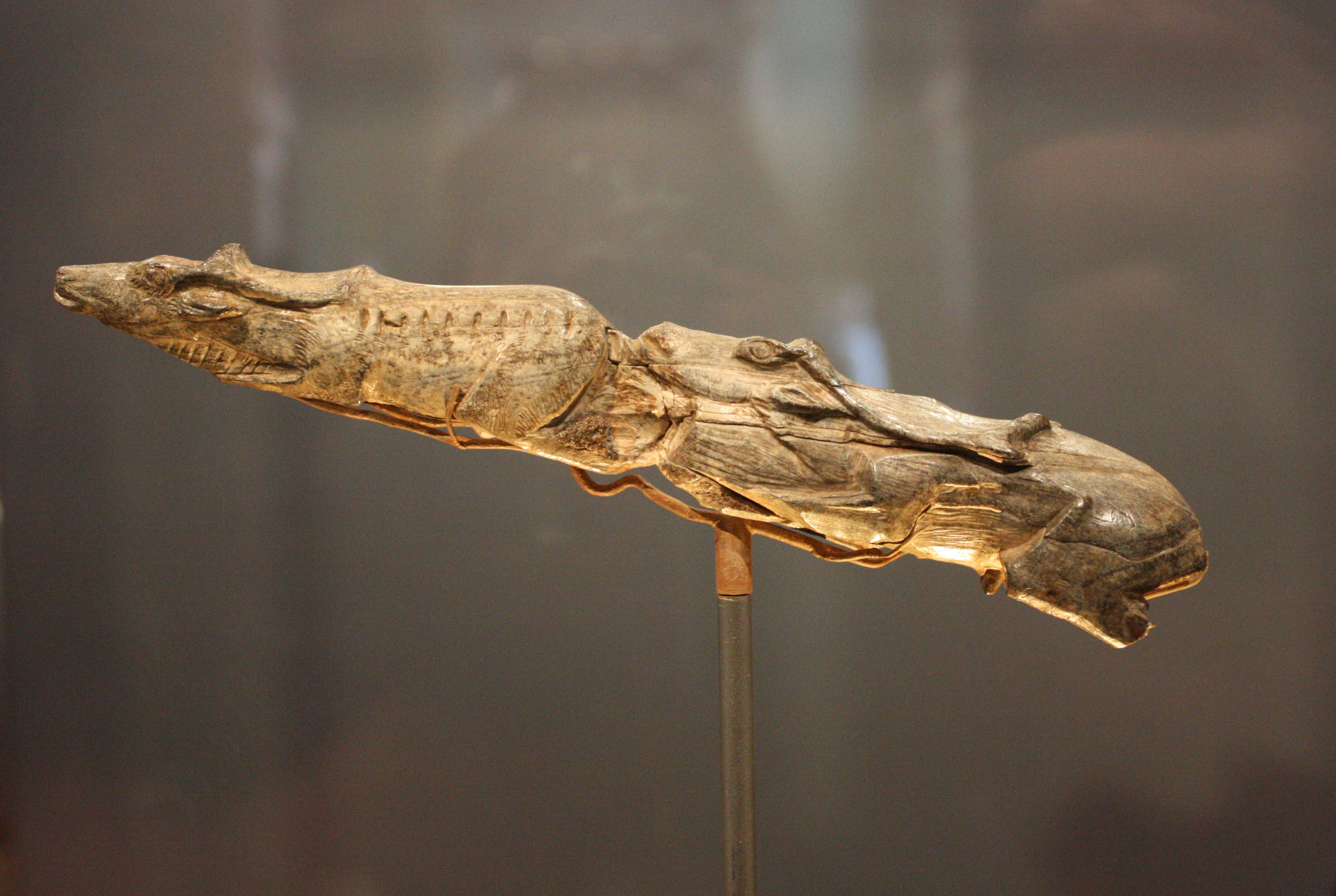
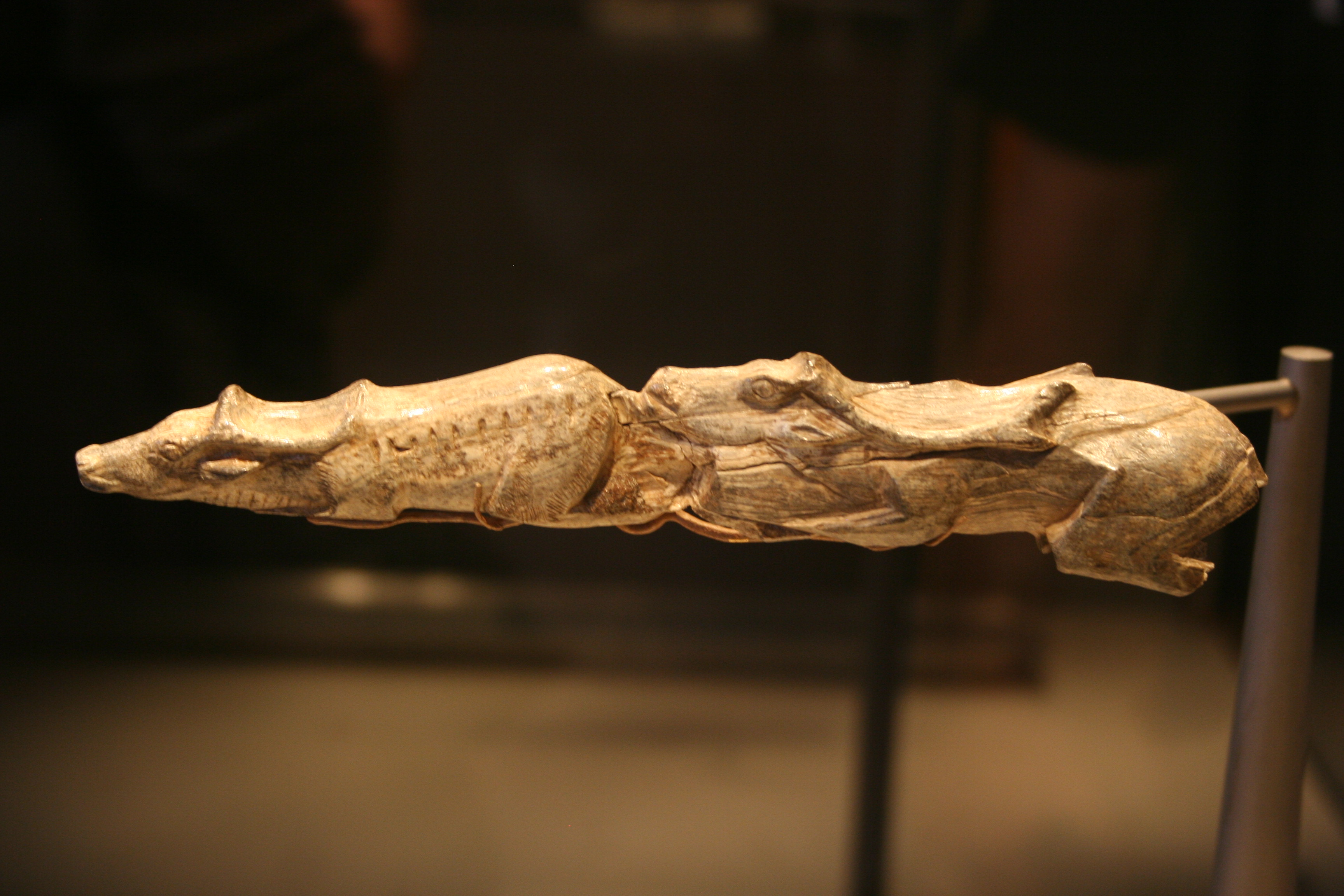
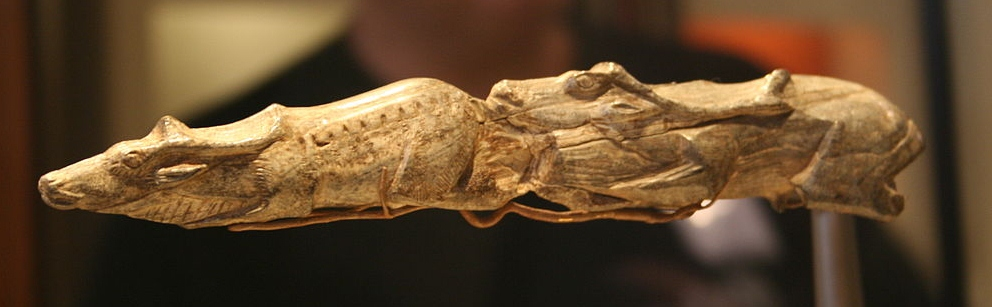
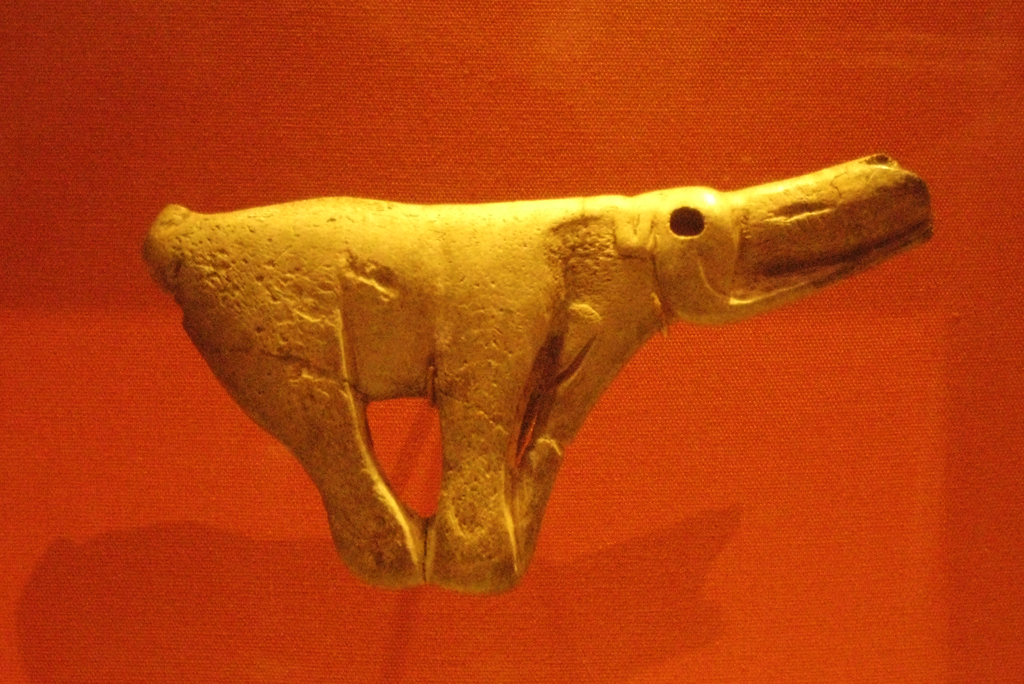
De mammoetspeerwerper, ca. 12.500 jaar oud
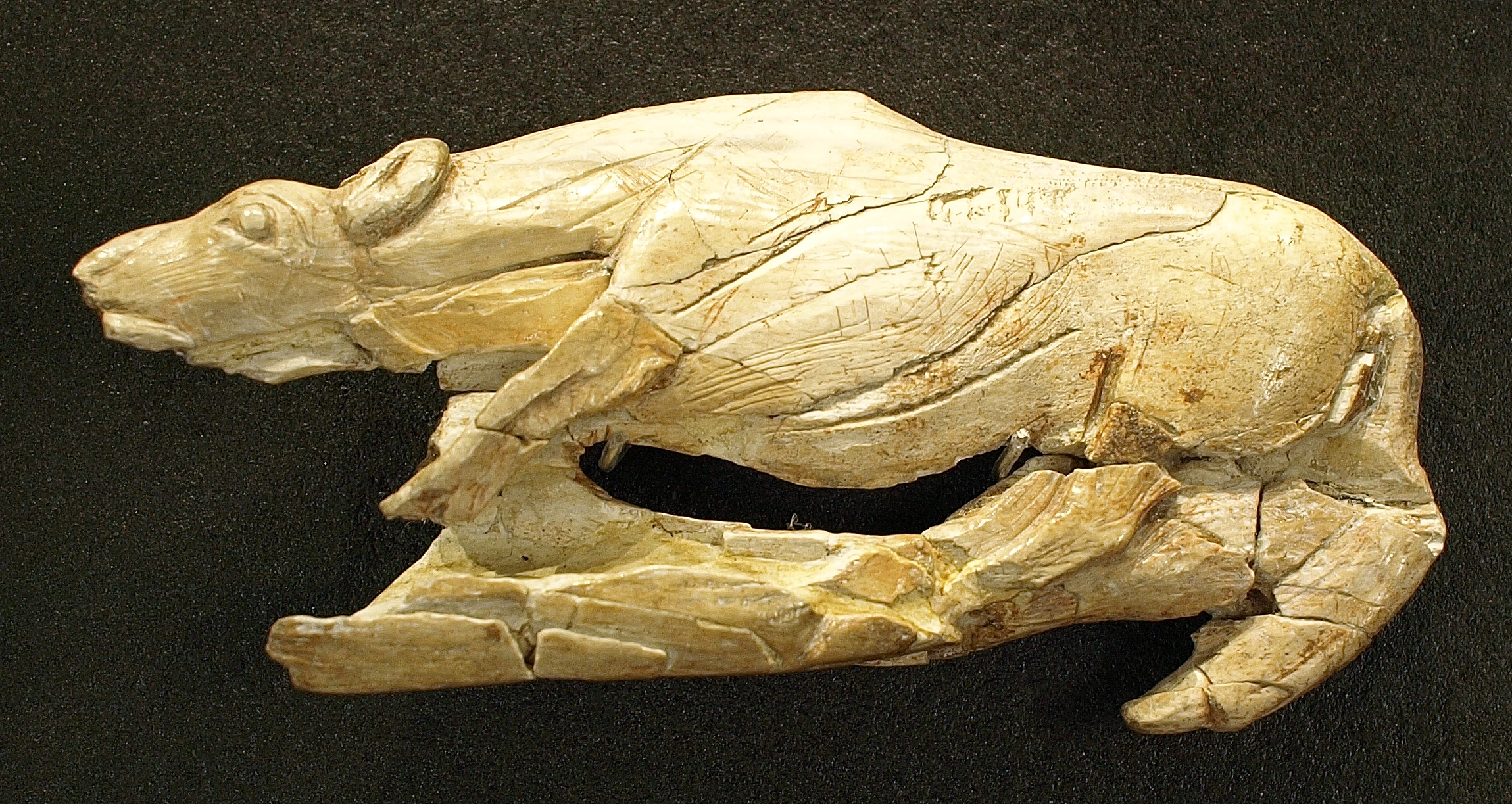
"Oprijzende Hyena" speerwerper, beeldhouwwerk gevonden in Abri de la Madeleine, Frankrijk